# 大森隆盛
大森 隆盛（おおもり たかもり）は、平安時代末期から鎌倉時代前期にかけての吉備津彦神社の神職。一般的には通称の王藤内（おうとうない）で知られている。

## 生涯
『吾妻鏡』建久四年五月二十八日条によると、次の通りである。すなわち、治承・寿永の乱に於いて平氏方の武将妹尾兼康に味方したという嫌疑をかけられ、鎌倉に囚人として送られていたが、工藤祐経が弁明したおかげで建久4年5月20日（1193年6月20日）に許され、本領を安堵された。しかし、助けてくれた祐経に礼を言うため本国（備前国、現在の岡山県）に戻る途中で引き返し、富士の巻狩りに参加していた祐経の許を訪れ、祐経や遊女らと酒を嗜んでいるとき、曾我兄弟の仇討ちに遭遇し、殺された。